# Wing Commander III : Cœur de tigre
Wing Commander III : Cœur de tigre (Wing Commander III: Heart of Tiger) est un jeu vidéo mêlant aventure et combat spatial développé et édité par Origin Systems sur PC, 3DO et PlayStation.
Le développement du jeu a coûté environ 4 millions de dollars[réf. nécessaire], il propose des séquences en full motion video ou de synthèse après chaque mission ou moment clé.

## Accueil
- PC Team : 89 %[1]